# Панфіш

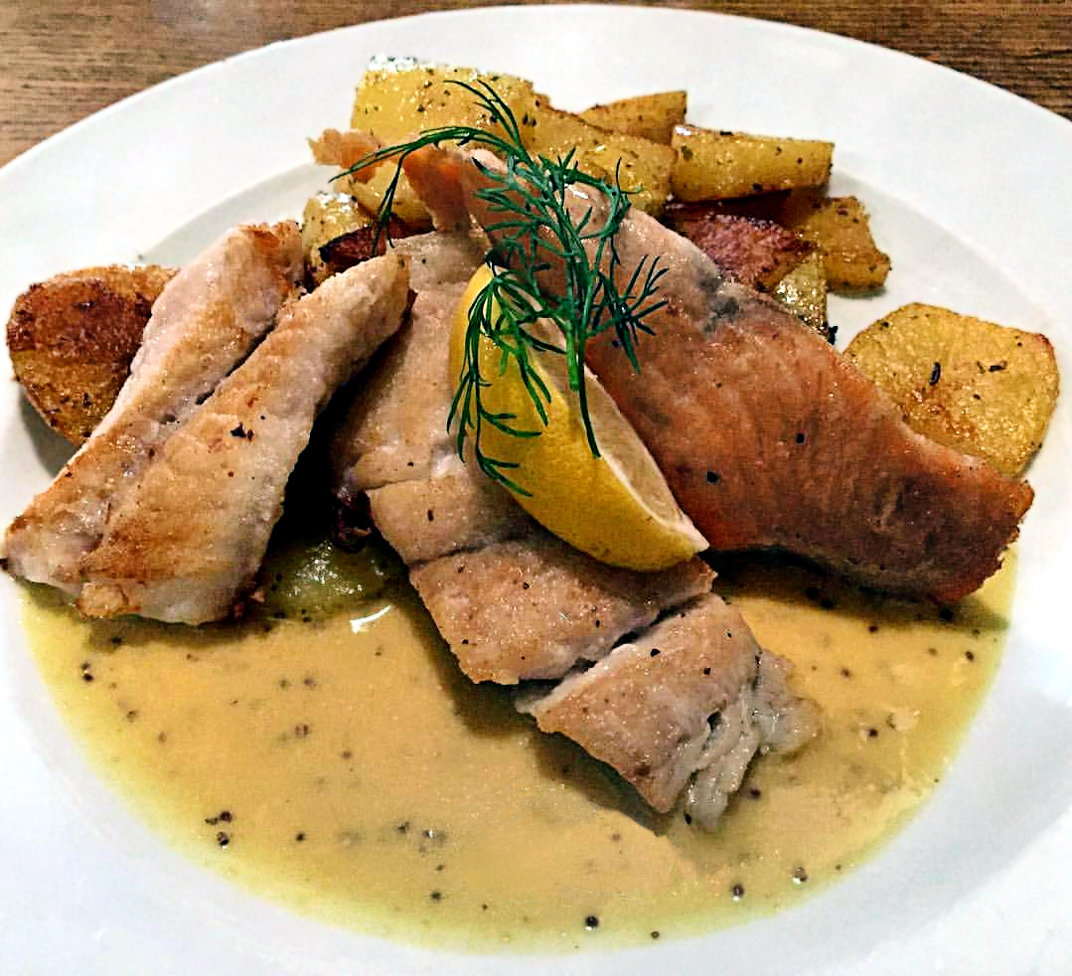
Сучасний панфіш

Па́нфіш (ниж.-нім. Pannfisch, «Риба зі сковороди») — традиційна страва регіональної гамбурзької кухні, яка з часом завоювала статус типової страви Північної Німеччини. Являє собою шматки смаженої або вареної риби без голови під гірчичним соусом зі смаженою картоплею. Спочатку панфіш вважався бідняцькою їжею, приготованою із залишків вчорашньої їжі, нині панфіш готують з риби цінних порід та в дорогих ресторанах.
Гамбурзький панфіш сягає часів, коли в місті аж до XX століття в місто в достатку надходила риба з Ельби та Північного моря, перш за все, оселедець, тріска, камбала та вугор. Панфіш було дешевою і ситною стравою, доступною бідним нижчих верств населення, наприклад, портовим вантажникам. У рибу з картоплею, що залишилася від вчорашнього обіду, додавали дешеві обрізки свіжої риби, придбані в рибних крамницях або в порту. Згідно зі старими рецептами шматки риби варили в бульйоні, змішували з хрусткою смаженою картоплею на сковороді і подавали з густим гірчичним соусом на основі ру. Соус був покликаний приглушити рибний смак. Найстарші зі збережених рецептів панфіша датуються серединою XIX століття. У своїй кулінарній книзі, яка вийшла в 1890 році, Ада Реї призводить облагороджений рецепт панфішу з відвареної свіжої морської риби без кісток. Класичний рецепт панфіша наведено в «Бременській кулінарній книзі» 1949 року.